# Барболюк Парфеній Олексійович
Парфеній Олексійович Барболюк (1 березня 1937, с. Великі Загайці, нині Шумського району Тернопільської області) — український живописець-аматор.

## Життєпис
Від 1960 року живе і працює в місті Тернополі.
Живопису навчився самотужки. Від 1983 — учасник виставок у Тернополі, Києві, Москві та інших містах.
Індивідуальні виставки — Тернопіль (1985, 1987, 1993). Лауреат фестивалів народної творчості (1985, 1987).
Окремі твори зберігаються у музеях Тернополя.